# 全力!Tunes
『M PRESENTS 全力!Tunes』（マクドナルドプレゼンツ ぜんりょく!ちゅーんず）は、日本テレビ系列で2008年4月5日から同年9月27日まで毎週土曜日18:30 - 19:00（JST）に放送されていた音楽・バラエティ番組。日本マクドナルドの単独スポンサー。前番組は、たべごろマンマ!（イオングループ提供）。

## 概要
単独スポンサーのマクドナルドでは、「これからの社会をになう子供たちの健全な育成と地域社会への還元」を目指す社会貢献活動を進めている。その一環として音楽を通して子供たちの挑戦精神を応援、また家族とのふれあいを提供することを目指してこの番組を立ち上げた。
番組では、将来の大物アーティストを目指す子供たちを全国から発掘し、ドキュメンタリーやスタジオでの公開ライブ、更にはゲスト歌手・アーティストとの共演を展開する。
協賛スポンサーのマクドナルドのCMでは、通常の商品CMだけでなく、インフォマーシャルとして食育、子供たちの福祉施設（ドナルド・マクドナルド・ハウス）等の社会貢献活動、またこの番組だけのオリジナルインフォマーシャルとして子供たちがマクドナルドの工場や店舗を見学する「McDonald's TV」を送る。

## 出演者
- キングコング（西野亮廣・梶原雄太）
- オリエンタルラジオ（中田敦彦・藤森慎吾）
  - キングコングは前番組のたべごろマンマ!から引き続き出演となる。
- 齊藤美絵（ナレーション）

## ネット局・放送時間
- 日本テレビ系列（秋田放送・山梨放送・テレビ大分・テレビ宮崎を除く）：土曜18:30 - 19:00
  - 秋田放送：日曜11:00 - 11:30
  - 山梨放送：日曜10:55 - 11:25
  - テレビ大分（フジテレビ系列とのクロスネット局）：火曜16:55 - 17:25
  - テレビ宮崎（フジテレビ系列・テレビ朝日系列とのトリプルネット局）
  - 沖縄テレビ（フジテレビ系列）：月曜16:23 - 16:53

## スタッフ
- 構成：山田美保子、石塚祐介、大谷裕一
- 音楽監修：武部聡志
- アレンジャー：清水俊也
- TM：小椋敏宏
- SW：小林宏義
- CAM：高野信彦
- MIX：白水英国
- AUD：小堺健太郎
- VE：山口孝志
- VTR：佐藤大心
- 照明：安井雅子
- モニター：小内一豊
- 美術プロデューサー：大川明子
- 美術デザイナー：道勧英樹
- 大道具：沖田浩史
- 電飾：中川和哉
- 小道具：石井武博
- 特効：内山栄一
- 衣裳：芝崎花江
- 楽器：佐藤健信（三交社）
- 持ち道具：三野尚子
- CG：ハイスタイル
- VTR編集：増田直人・原健一郎（ザ・チューブ）
- MA：中村裕子（ザ・チューブ）
- 音効：石見知哉
- TK：桜井えみこ
- 企画センター：寺内壮（以前は、編成企画）
- 編成：鯉渕友康
- 営業：朝倉玲子
- 営業推進：齋藤尚宣
- 広報：神山喜久子
- デスク：津下佳子
- AP：利光ともこ
- ディレクター：長久弦、野村哲史、早川多祐、佐藤一輝、小田清仁
- 演出：徳永清孝
- プロデューサー：金田有浩 / 安西義裕、本橋武夫
- チーフクリエイター：藤井淳
- 技術協力：NiTRo
- 照明・美術協力：日本テレビアート
- 音楽協力：ハーフトーンミュージック&システムズ
- 制作協力：ガッツエンターテイメント、オフィス・ケーアール
- 製作・著作：日本テレビ

### 過去のスタッフ
- 編成：東井文太
- チーフプロデューサー：土屋泰則